# Migron
Migron (hebrejsky מגרון, v nynější lokalitě též Giv'at ha-Jekev, hebrejsky גבעת היקב, doslova Vinařský vrch) je izraelská osada neoficiálního charakteru (tzv. outpost) u osady Kochav Ja'akov na Západním břehu Jordánu v Oblastní radě Mate Binjamin, která byla roku 2012 z právních důvodů vysídlena izraelskými úřady a následně postavena v nové lokalitě cca 2 kilometry jižně od původního místa.

## Geografie

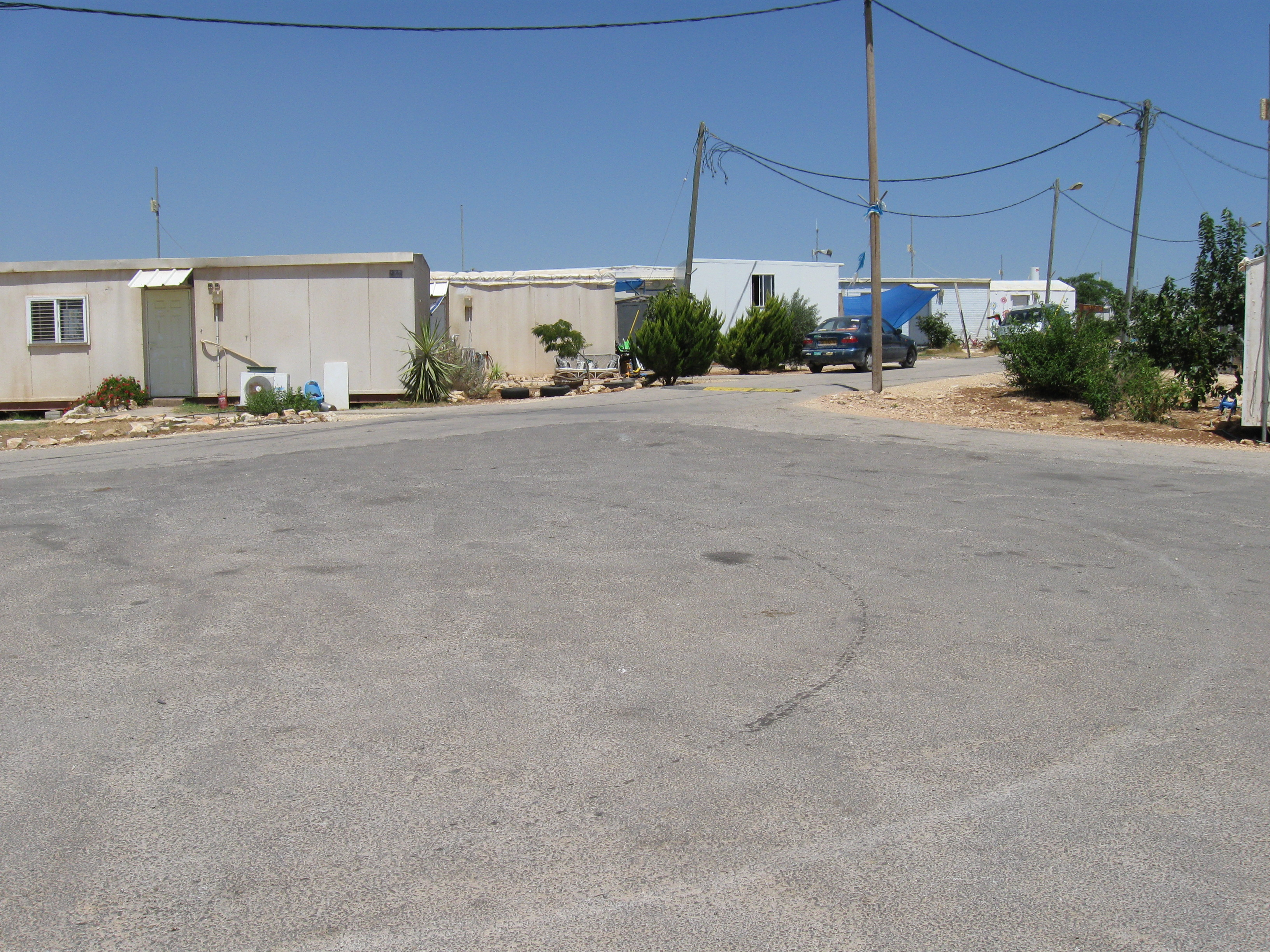
Zástavba v původní lokalitě Migronu na snímku z r. 2008

Nachází se v nadmořské výšce cca 590 metrů na jihovýchodním okraji hornatého hřbetu Samařska, který dál k východu prudce klesá do příkopové propadliny Jordánského údolí. Leží cca 11 kilometrů severoseverovýchodně od historického jádra Jeruzalému, cca 6 kilometrů jihovýchodně od Ramalláhu a cca 50 kilometrů jihovýchodně od centra Tel Avivu.
Vesnice je na dopravní síť Západního břehu Jordánu napojena pomocí dálnice 60, která probíhá po jejím východním okraji. Jižně od osady prochází východozápadním směrem místní komunikace obsluhující velkou osadu Kochav Ja'akov a Psagot.
Migron leží v hustě osídlené části Samařska, kde se střídají palestinská sídla a židovské osady. Necelé 2 kilometry západním směrem leží lidnatá osada Kochav Ja'akov.

## Název
Název osady odkazuje na biblickou lokalitu z 1. knihy Samuelovy 14,2 - „Saul se usadil na úpatí pahorku pod granátovníkem v Migrónu“, a z Knihy Izajáš 10,28 - „Už táhne na Aját, prošel Migrónem a zbroj si v Michmásu složil“.

## Dějiny

### Původní lokalita Migronu
(31°53′23″ s. š., 35°16′17″ v. d.)

Migron vznikl v měsíci ijar židovského roku 5759 (jaro 1999), kdy se několik mladých Židů usadilo v této lokalitě. Po několika měsících se k nim připojily další rodiny a během krátké doby zde vznikla početná osada.

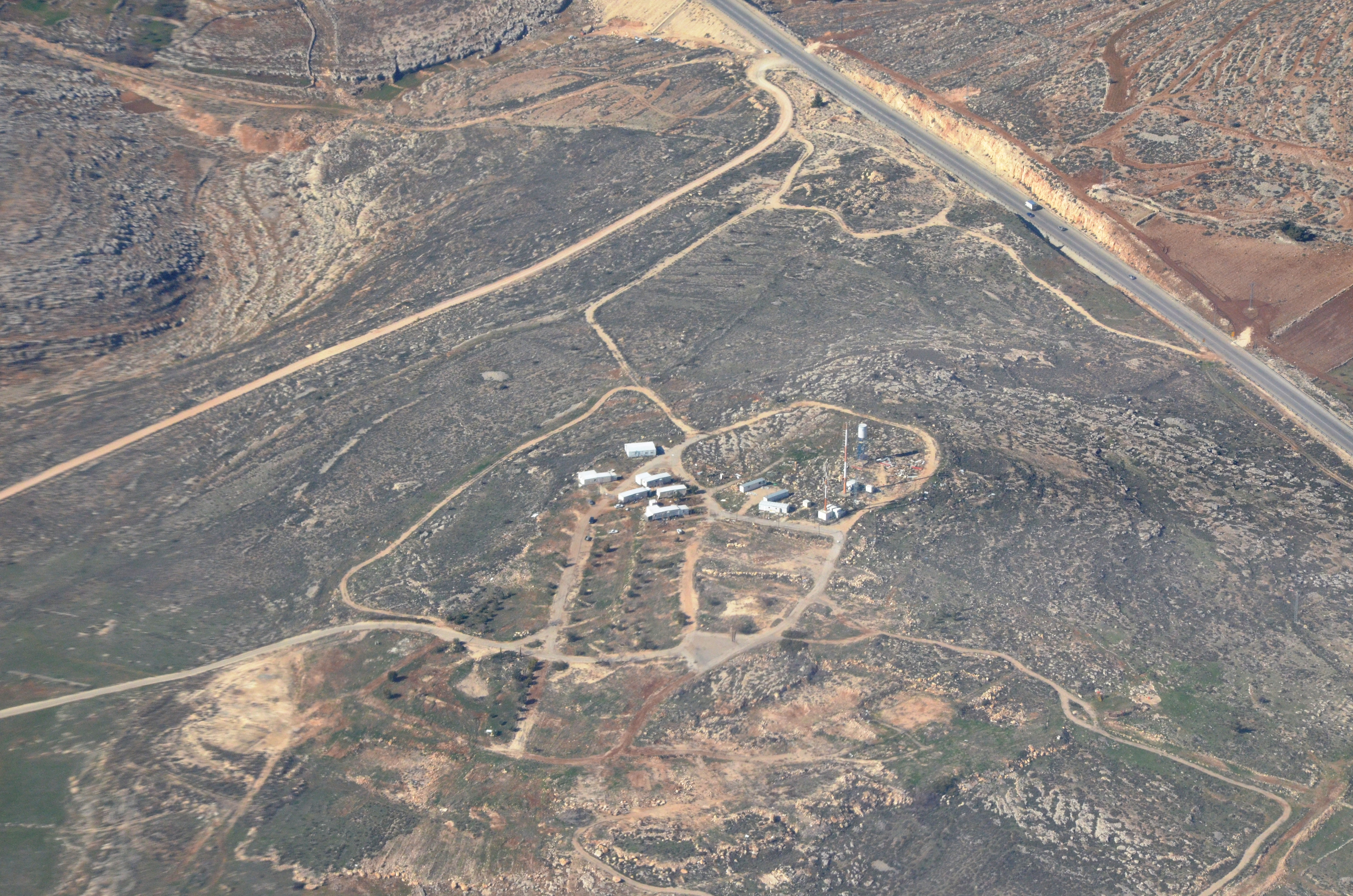
Vysídlená původní lokalita Migronu na snímku z r. 2014

Po tomto počátečním provizorním stádiu byl opětovně Migron založen roku 2001.
Komunita ale od počátku čelila právním sporům okolo pozemkové držby. V roce 2006 se skupina Palestinců a zástupci izraelských mírových aktivistů obrátili na nejvyšší soud. Zpráva organizace Mír nyní z roku 2007 uváděla, že 100 % plochy osady stálo na pozemcích v soukromém vlastnictví Palestinců. Když se právní kontroverze stupňovaly a osada čelila tlaku na vyklizení, místní obyvatelé argumentovali tím, že vznik Migronu probíhal počátkem 21. století s vědomím a podporou tehdejšího předsedy vlády Ariela Šarona a ministra obrany Benjamina Ben Eliezera. Vláda do Migronu investovala několik milionů šekelů. Zároveň zpochybňovali, že by vesnice vznikla na soukromé palestinské půdě a místo toho tvrdili, že jde o řádně vykoupené parcely.
Na podporu osadníků z Migronu vystupovala řada osobností, ale Nejvyšší soud Státu Izrael nakonec definitivně rozhodl, že vesnice musí být vyklizena. K evakuaci došlo 2. září 2012 a většina zástavby byla zbořena.

### Současná lokalita Migronu
(31°52′26″ s. š., 35°15′32″ v. d.)

Souběžně s demolicí původní osady rozhodla izraelská vláda o zřízení Migronu v nové lokalitě, nyní jako plánovitě budované osady na pozemcích, které nejsou nárokovány soukromými palestinskými majiteli. Jde o svažitý pozemek (cca 2 kilometry jižně od původní lokality) poblíž stávajícího areálu vinařství a čerpací stanice, mezi palestinským městem Mukhmas a židovskou osadou Kochav Ja'akov. Tato nová lokalita se nazývá rovněž Giv'at ha-Jekev (גבעת היקב). Stavební práce tu začaly počátkem dubna 2012. Zástavba sestává z několika desítek montovaných domů.

## Demografie
Přesně údaje o počtu obyvatel nejsou k dispozici, protože nejde o oficiálně samostatnou obec, byť fakticky má Migron samostatné členství v Oblastní radě Mate Binjamin. Roku 2007 bylo v původním Migronu uváděno 322 trvale bydlících obyvatel, čímž šlo o nejlidnatější neautorizovanou židovskou osadu na Západním břehu Jordánu. Internetový portál Oblastní rady Mate Binjamin zde eviduje 49 rodin a několik dalších jednotlivců.